# حي رويفع الأنصاري
حي رويفع الأنصاري يقع غرب حي فاطمة الزهراء وشمال الغريقة بمدينة البيضاء في ليبيا، ويرجع تسميته بهذا الاسم نسبه إلي الصحابي رويفع بن ثابت الأنصاري، الموجود ضريحه بالمدينة في الكاوة، ويوجد بالحي الإدارة العامة الرئيسية للمصرف التجاري الوطني، كما يوجد به العديد من الأسواق.